# Rue Nicolas-Fortin
La rue Nicolas-Fortin est une voie du 13e arrondissement de Paris située dans le quartier de la Gare.

## Situation et accès

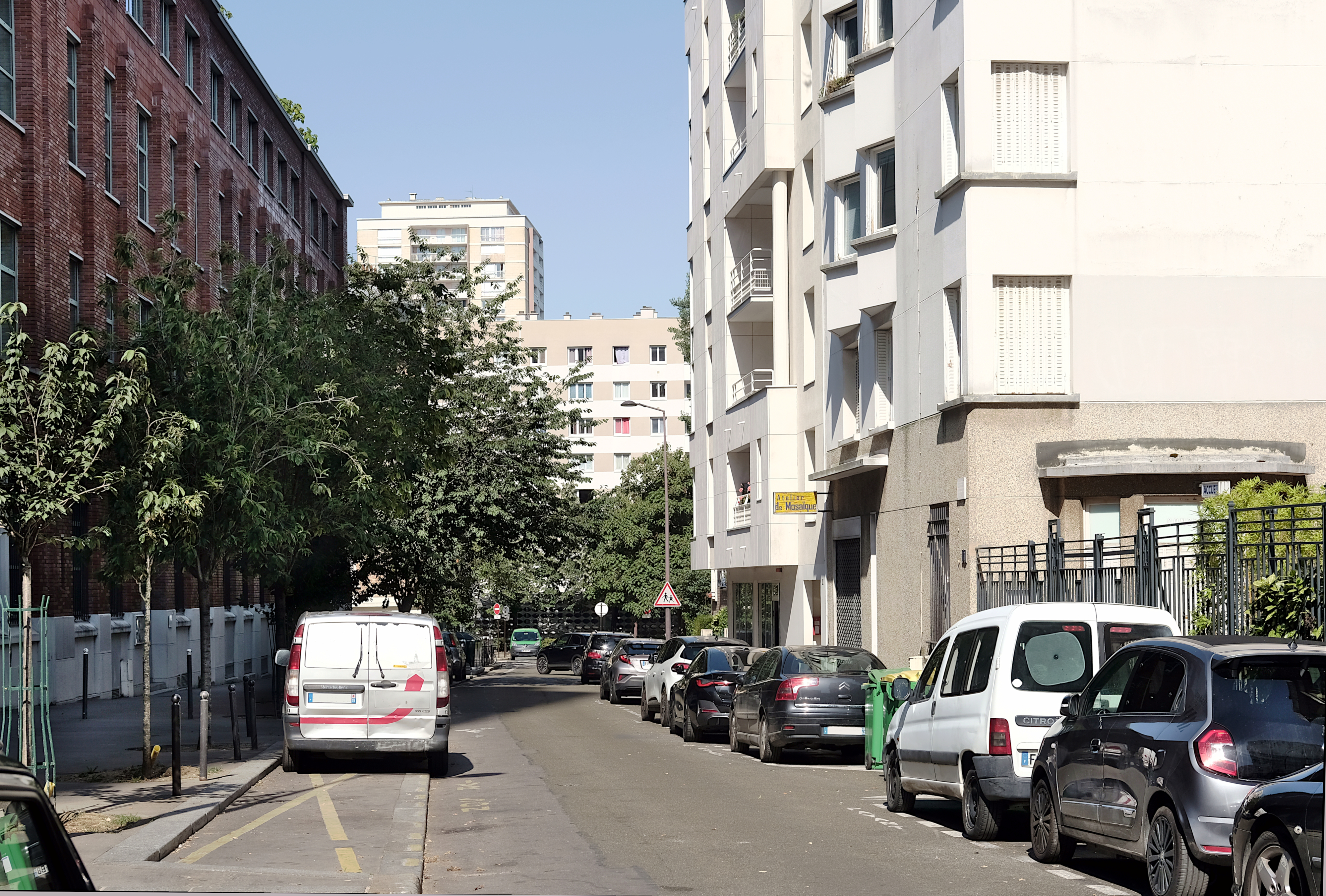
La rue Nicolas-Fortin vue depuis l'avenue de Choisy.

La rue Nicolas-Fortin est desservie par les lignes 5, 6 et 7 à la station Place d'Italie.

## Origine du nom
Elle rend hommage au physicien Jean-Nicolas Fortin.

## Historique

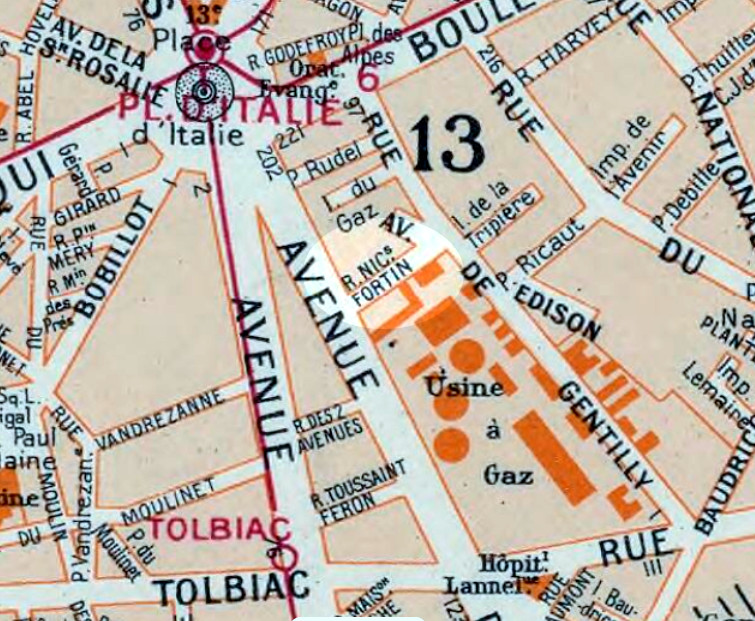
La rue (pastille claire) sur le plan de Dufrenoy de 1937.

Ancienne voie située sur la commune d'Ivry-sur-Seine, elle est incorporée au territoire de la ville de Paris en 1863, et prend son nom actuel en 1927.

## Bâtiments remarquables et lieux de mémoire
- Le Conservatoire à rayonnement communal du 13e arrondissement Maurice-Ravel, installé en 2013 dans le bâtiment de l'ancien lycée Henry-Chasles, auparavant École nationale supérieure de meunerie et des industries céréalières.